# Stenobiella muellerorum
Stenobiella muellerorum is een insect uit de familie van de Berothidae, die tot de orde netvleugeligen (Neuroptera) behoort. 
Stenobiella muellerorum is voor het eerst wetenschappelijk beschreven door U. Aspöck & H. Aspöck in 1984.